# Trypanidius irroratus
Trypanidius irroratus là một loài bọ cánh cứng trong họ Cerambycidae.